# Tljarata
Tljarata (in russo  Тлярата?; in lingua avara: ЛъаратӀа) è un villaggio della Russia situato nel Daghestan. Appartiene al rajon Tarumovskij di cui è il centro amministrativo.
Il villaggio si trova sul fiume Džurmut, 258 km a sud-ovest di Machačkala.